# El fantasma de Elena
El fantasma de Elena est une telenovela américaine diffusée entre le 20 juillet 2010 et le 7 janvier 2011 sur Telemundo.

## Distribution

### Acteurs principaux
- Elizabeth Gutiérrez : Elena Lafé
- Segundo Cernadas : Eduardo Girón
- Ana Layevska : Daniela Calcaño / Elena Calcaño
- Fabián Ríos : Montecristo Palacio
- Katie Barberi : Rebeca Santander de Girón
- Maritza Bustamante : Corina Santander
- Carlos Montilla : Darío Girón
- Isabella Castillo : Andrea Girón
- Adrián Carvajal : Benjamín Girón
- Wanda D´Isidoro : Laura Luna
- Zully Montero : Margót Uzcátegui  / Ruth Merchán
- Elluz Peraza : Antonia "Latoña" Sulbarán
- Jéssica Mas : Dulce Uzcátegui

### Acteurs secondaires
- Yuly Ferreira : Sandra
- Víctor Corona : Kalima
- Braulio Castillo : Tomás Lafé
- Eva Tamargo (en) : Mariela Lafé
- Juan Pablo Llano : Walter
- Henry Zakka : Alan Martin
- Freddy Víquez : Saíd/ Anacleto
- Marisol Calero : Nena Ochoa
- Beatriz Monroy : Jesusa
- Gerardo Riverón : Samuel
- Liannet Borrego : Milady Margarita
- Michelle Jones : Gandica
- Leslie Stewart : Victoria "Vicky" Ortega
- Ariel Texido : Tulio Peñaloza
- Mauricio Henao : Michel
- Alexandra Pomales : Lucía
- Karen García : Clara Bertuol-Mayerston
- Ernesto Tapia : Pancho
- Nury Flores : Felipa Chaparro
- Juan David Ferrer : Dr Ronald
- Xavier Coronel : Padre Manuel Aguas
- Lino Martone : Ramiro Sánchez Quejada
- Vanessa González : Leonor

## Diffusion internationale
| Pays                   | Chaîne         | Titre                | Série première  |
| ---------------------- | -------------- | -------------------- | --------------- |
| États-Unis             | Telemundo      | El fantasma de Elena | 20 juillet 2010 |
| Mexique                | Galavisión     | El fantasma de Elena |                 |
| Panama                 | TVN            | El fantasma de Elena |                 |
| Venezuela              | Televen        | El fantasma de Elena |                 |
| Costa Rica             | Teletica       | El fantasma de Elena |                 |
| République dominicaine | Antena Latina  | El fantasma de Elena |                 |
| Croatie                | Doma TV        | Elena                |                 |
| Paraguay               | LaTele         | El fantasma de Elena |                 |
| Nicaragua              | Televicentro   | El fantasma de Elena |                 |
| Chili                  | Chilevisión    | El fantasma de Elena |                 |
| Argentine              | Telefe         | El fantasma de Elena |                 |
| Géorgie                | Rustavi 2      | ელენას მოჩვენება     |                 |
| Arménie                | Shant TV       |                      |                 |
| Serbie                 | Prva           | Еленин дух           |                 |
| Salvador               | TCS Canal 4    | El fantasma de Elena |                 |
| Pologne                | TV Puls        | Duch Eleny           |                 |
| Russie                 |                |                      |                 |
| Lituanie               | LNK            |                      |                 |
| Allemagne              | RTL Television |                      |                 |
| Moldavie               | 2Plus          |                      |                 |
| Iran                   | GEM TV         |                      |                 |
| Bulgarie               | bTV            | Призракът на Елена   |                 |
| Roumanie               | Acasa TV       |                      |                 |

## Autres versions
- Julia (Venevisión, 1983-1984)

### Sources
- (es) Cet article est partiellement ou en totalité issu de l’article de Wikipédia en espagnol intitulé « El fantasma de Elena » (voir la liste des auteurs).